# Tranvia di Jüterbog
La tranvia di Jüterbog era una linea tranviaria a cavalli, in esercizio nella città prussiana di Jüterbog dal 1897 al 1928.

## Storia
La linea venne attivata il 21 marzo 1897.
L'esercizio venne sospeso per due brevi periodi: dal 1º marzo al 16 giugno 1920, e dal 1º ottobre 1922 al 31 marzo dell'anno successivo.
La linea venne soppressa definitivamente il 29 luglio 1928.

## Caratteristiche
La linea, che aveva una lunghezza complessiva di 3 km, collegava la stazione ferroviaria al sobborgo Zinnaer Vorstadt passando per il centro cittadino.
Era a binario unico a scartamento metrico.